# Franz von Soxhlet
Franz von Soxhlet, född 3 januari 1848 i Brünn, Mähren, Kejsardömet Österrike, (numera Brno, Tjeckien), död 5 maj 1926 i München, var en tysk lantbrukskemist.
Soxhlet var åren 1879–1913 professor vid tekniska högskolan i München och föreståndare för lantbruksförsöksstationen där. Han gjorde sig känd genom konstruktion av en apparat för fettbestämning i mjölk samt en apparat för beredning av "barnmjölk". Han invaldes som ledamot av svenska Lantbruksakademien 1898.